# Abellerol cara-roig
L'abellerol cara-roig (Nyctyornis amictus) és una espècie d'ocell de la família dels meròpids (Meropidae), que habita al sud-est asiàtic.

## Descripció
És un abellerol gros, de colors generals verdosos, amb llarga cua i ales agudes. Coloració vermella a la cara i gola. Magenta al front. Bec llarg i corbat.

## Hàbitat i distribució
Habita la selva, a les terres baixes de la península Malaia, Sumatra i Borneo.

## Biologia
Com altres abellerols, s'alimenta d'insectes, especialment abelles i vespes que capturen al vol, des de talaies ocultes entre el fullatge. Almenys ocasionalment també mengen petits llangardaixos. Caça sols o en parelles. 

Com altres abellerols, nien en túnels fets en talussos de sorra, però no formen colònies. Les dades conegudes sobre la cria d'aquesta espècie són limitades.